# Pillars of Society (film fra 1920)
Pillars of Society er en britisk stumfilm fra 1920 af Rex Wilson.

## Medvirkende
- Ellen Terry - Bernick
- Norman McKinnel - John Halligan
- Mary Rorke - Mrs. Halligan
- Joan Lockton - Diana Dorf
- Irene Rooke - Martha Karsten
- Lydia Hayward - Lena Hessel
- Charles Ashton - Dick Alward
- John Kelt - Parson Rogers
- Pamela Neville - Florence
- Lovat Cave-Chinn - Olaf Hessel